# Sociedad Deportiva Leioa
La Sociedad Deportiva Leioa è una società calcistica con sede a Leioa, nei Paesi Baschi, in Spagna. 
Gioca nella Tercera División RFEF, la quinta serie del campionato spagnolo e disputa le partite interne nell'Estadio Sarriena, con capienza di 1.000 posti.
Fondato nel 1925, giocò a lungo nelle categorie regionali dei Paesi Baschi, fino ad interrompere l'attività per motivi economici negli anni 1950.

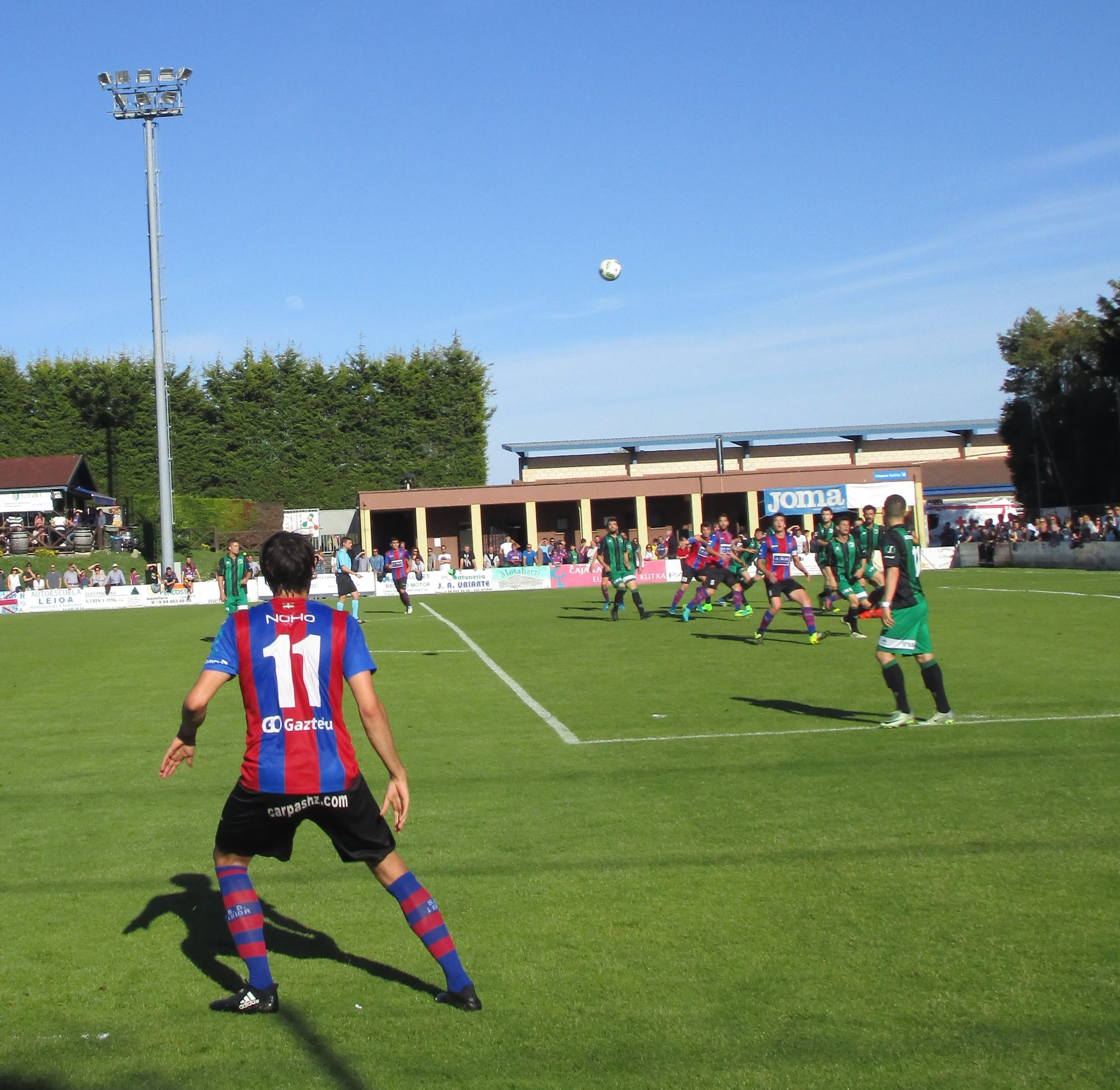
A Sarriena, 2017.

Rifondato nel 1974, raggiunse per la prima volta la Tercera Division nel 2008-09, vincendo la Division de Honor della Vizcaya. 
Nella stagione 2013-14, dopo aver conquistato la prima posizione nel proprio girone, riuscì ad ottenere la promozione in Segunda División B, dopo la vittoria nei play-off contro il Club Deportivo Varea.

## Tornei nazionali
- 2ª División: 0 stagioni
- 2ª División B: 0 stagioni
- 3ª División: 6 stagioni

## Stagioni
| Stagione    | Categoria | Posizione |
| ----------- | --------- | --------- |
| dal 1929-30 | Regionali | —         |
| al 2007-08  | Regionali | 1°        |
| 2008/09     | 3ª        | 11°       |
| 2009/10     | 3ª        | 16°       |
| 2010/11     | 3ª        | 9°        |
| 2011/12     | 3ª        | 8°        |
| 2012/13     | 3ª        | 4°        |
| 2013/14     | 3ª        | 1°        |
| 2014/15     | 2ªB       | 15°       |
| 2015/16     | 2ªB       | 16°       |
| 2016/17     | 2ªB       | 5°        |
| 2017/18     | 2ªB       | 10°       |
| 2018/19     | 2ªB       | 7°        |
| 2019/20     | 2ªB       | 15°       |
| 2020/21     | 2ªB       | 11°/8°    |
| 2021/22     | 3ª        | -         |

## Palmarès

### Competizioni nazionali
- Tercera División: 1

2013-2014

### Altri piazzamenti
- Tercera Federación:

Terzo posto: 2022-2023 (gruppo 4), 2024-2025 (gruppo 4)